# Kallt ljus
Kallt ljus (originaltitel: Kaldaljós) är en isländsk dramafilm från 2004 i regi av Hilmar Oddsson.

## Rollista (i urval)
- Ingvar Eggert Sigurðsson – Grim som vuxen
- Áslákur Ingvarsson – Grim som ung
- Kristbjörg Kjeld – Álfrún
- Snæfríður Ingvarsdóttir – Gottína
- Helga Braga Jónsdóttir – Guðbjörg
- Edda Heidrún Backman – Birna
- Sara Dögg Ásgeirsdóttir – Anna
- Valdimar Örn Flygenring – Grims pappa